# Campylomormyrus alces
Campylomormyrus alces es una especie de pez elefante eléctrico en la familia Mormyridae presente en la cuenca del Río Congo. Es nativo de Angola, República Centroafricana y la República Democrática del Congo; puede alcanzar un tamaño aproximado de 360 mm.
Respecto al estado de conservación, se puede indicar que de acuerdo a la IUCN, esta especie puede catalogarse en la categoría «preocupación menor (LC)».